# NGC 7397
NGC 7397 est une galaxie lenticulaire barrée située dans la constellation des Poissons. Cette galaxie a été découverte par l'astronome irlandais R. J. Mitchell en 1856. Sa vitesse par rapport au fond diffus cosmologique est de 4 346 ± 26 km/s, ce qui correspond à une distance de Hubble de 64,1 ± 4,5 Mpc (∼209 millions d'al).
NGC 7397 présente une large raie HI. Selon la base de données Simbad, NGC 7297 est une une galaxie LINER, c'est-à-dire une galaxie dont le noyau présente un spectre d'émission caractérisé par de larges raies d'atomes faiblement ionisés. 

## Groupe WBL 689
En se basant sur un catalogue publié en 1999, la base de données NASA/IPAC indique que NGC 7396 fait partie du groupe de galaxies WBL 689. Ce catalogue indique qu'il y a quatre galaxies dans ce groupe et, malheureusement, elles ne sont pas indentifiées. Le groupe WBL 689 est cependant formé de galaxies situées dans la même région du ciel, soit NGC 7396, NGC 7397, NGC 7398 et NGC 7402.